# Forêt de Saou
La forêt de Saou ou forêt de Saoû (prononcer « sou » [su]) est un chaînon montagneux et un massif forestier constitués par un synclinal perché réputé comme l'un des plus hauts d'Europe. 
Sa cuvette est située en intégralité sur la commune de Saou, dans la Drôme, à quatre kilomètres au sud du cours de la Drôme, trois kilomètres au nord-est de la vallée du Roubion et 25 kilomètres à l'est de la vallée du Rhône.
Il est compris dans le massif préalpin du Diois.

## Géographie

### Situation et accès
Propriété du département de la Drôme depuis 2003, le site classé de la forêt de Saoû est situé en grande partie sur le territoire de la commune de Saou,. Le massif est en outre bordé par les communes de Mornans, Bezaudun-sur-Bine, La Chaudière, Chastel-Arnaud, Saint-Sauveur-en-Diois, Aubenasson, Piégros-la-Clastre, Aouste-sur-Sye et Soyans.
La forêt est traversée par une seule route identifiée sous la dénomination de RD 70 en provenance de la commune d'Aouste-sur-Sye et prolongée par la RD 136 depuis le lieu-dit du Pertuis jusqu'au bourg de Saou.

### Topographie

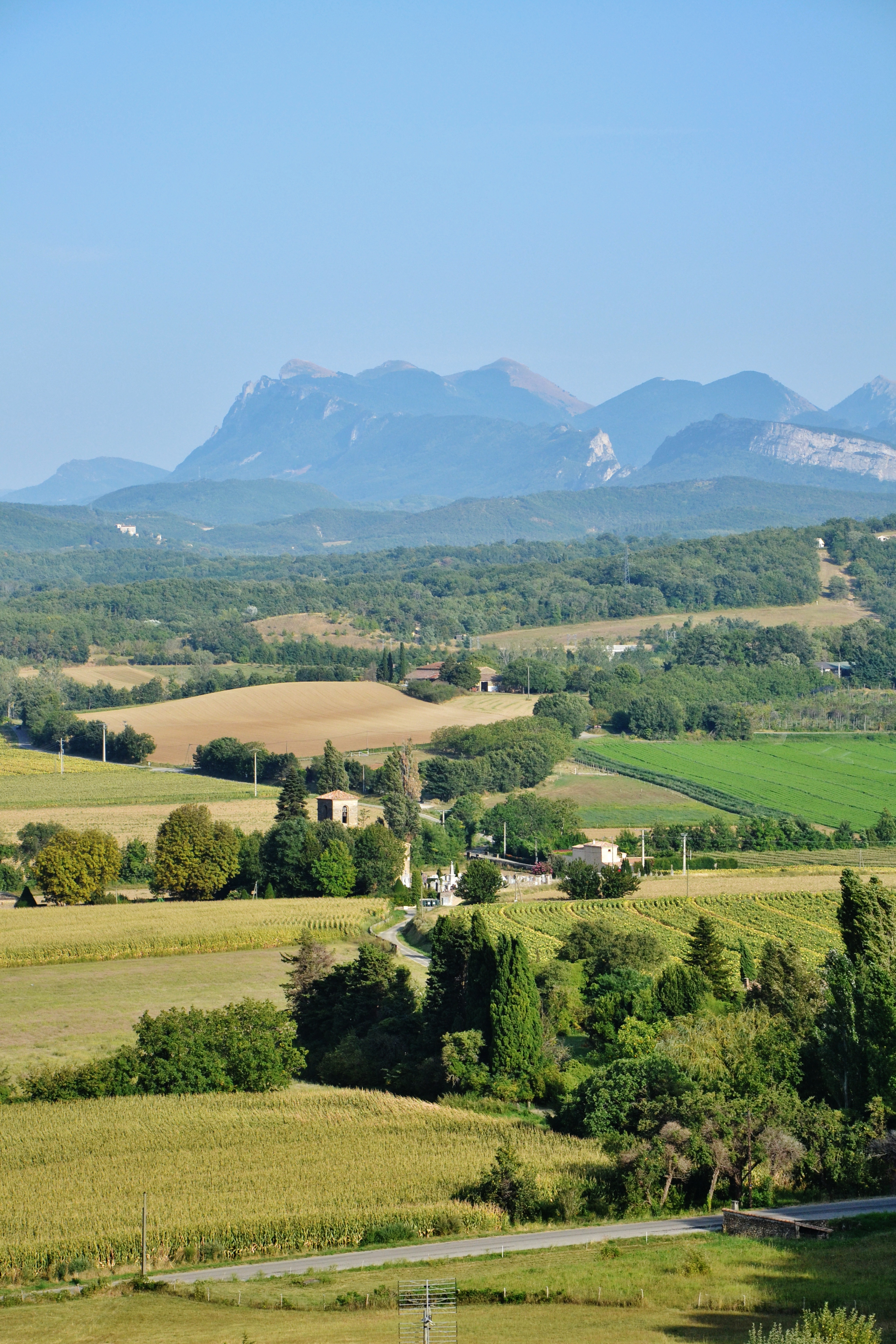
Vue de la forêt de Saou depuis Chabrillan.

Souvent comparé à une coque de navire, l'ensemble de la forêt de Saou est en effet quasiment fermé. Seules deux échancrures permettent d'y accéder par la route : au nord, le pas de Lauzens (416 m, 44° 39′ 57″ N, 5° 04′ 09″ E), et au sud le défilé du Pertuis (385 m, 44° 39′ 17″ N, 5° 05′ 41″ E), d'où est issue la Vèbre. Il est dominé à l'est par les Trois Becs : roche Courbe (1 545 m, 44° 38′ 52″ N, 5° 11′ 57″ E), le Signal (1 559 m, 44° 38′ 31″ N, 5° 12′ 01″ E) et le Veyou, son point culminant (1 589 m, 44° 38′ 12″ N, 5° 12′ 02″ E). Parmi les autres sommets figurent le rocher Blanc (1 237 m, 44° 39′ 31″ N, 5° 09′ 51″ E) au nord-est, roche Rousse (1 432 m, 44° 37′ 58″ N, 5° 11′ 19″ E) au sud-est, le Grand Pomerolle (1 084 m, 44° 38′ 41″ N, 5° 06′ 55″ E) au sud, les Aiguilles (793 m, 44° 39′ 12″ N, 5° 04′ 17″ E) au sud-ouest et roche Colombe (886 m, 44° 39′ 41″ N, 5° 02′ 46″ E) à l'ouest.

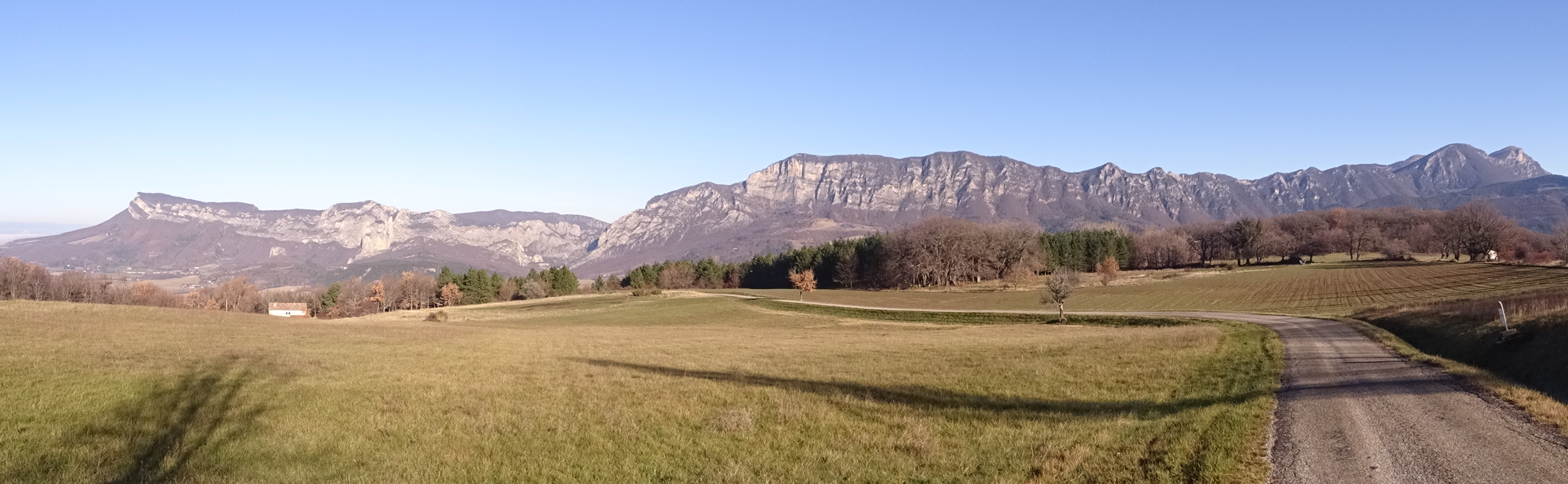
Vue du synclinal de la forêt de Saou dans toute sa longueur depuis la ferme Lagier.

### Hydrographie
La forêt de Saou est traversée par la Vèbre. Cet affluent du Roubion, d'une longueur totale de 14,1 km, prend sa source au pied des Trois Becs.

### Faune et flore
Cette géomorphologie en fait un espace à la riche biodiversité (chamois,, marmottes, chevreuils, aigles royaux, loups, etc.), aux milieux diversifiés (forêt, landes, pelouses, falaises, etc.)

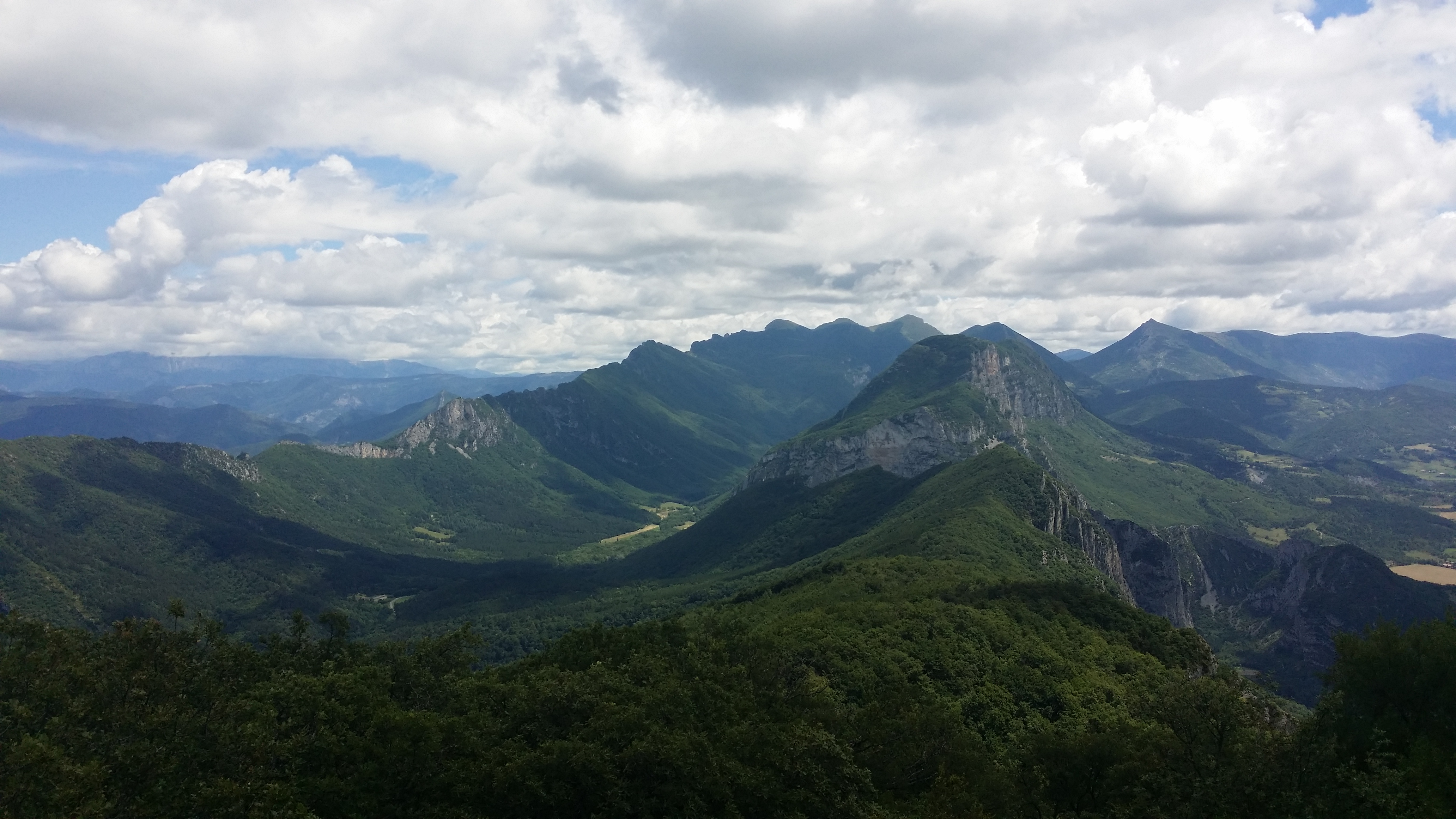
Vue du synclinal de la forêt de Saou depuis roche Colombe.
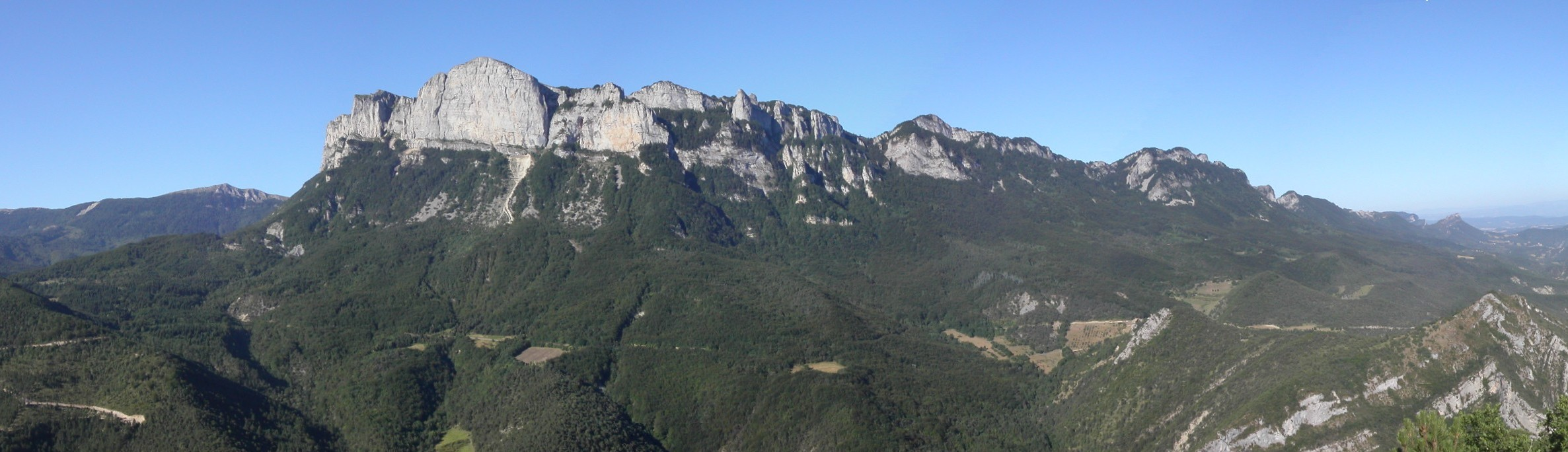
Vue des Trois Becs de la forêt de Saou depuis les rochers de Cresta, au-dessus du village d'Espenel.
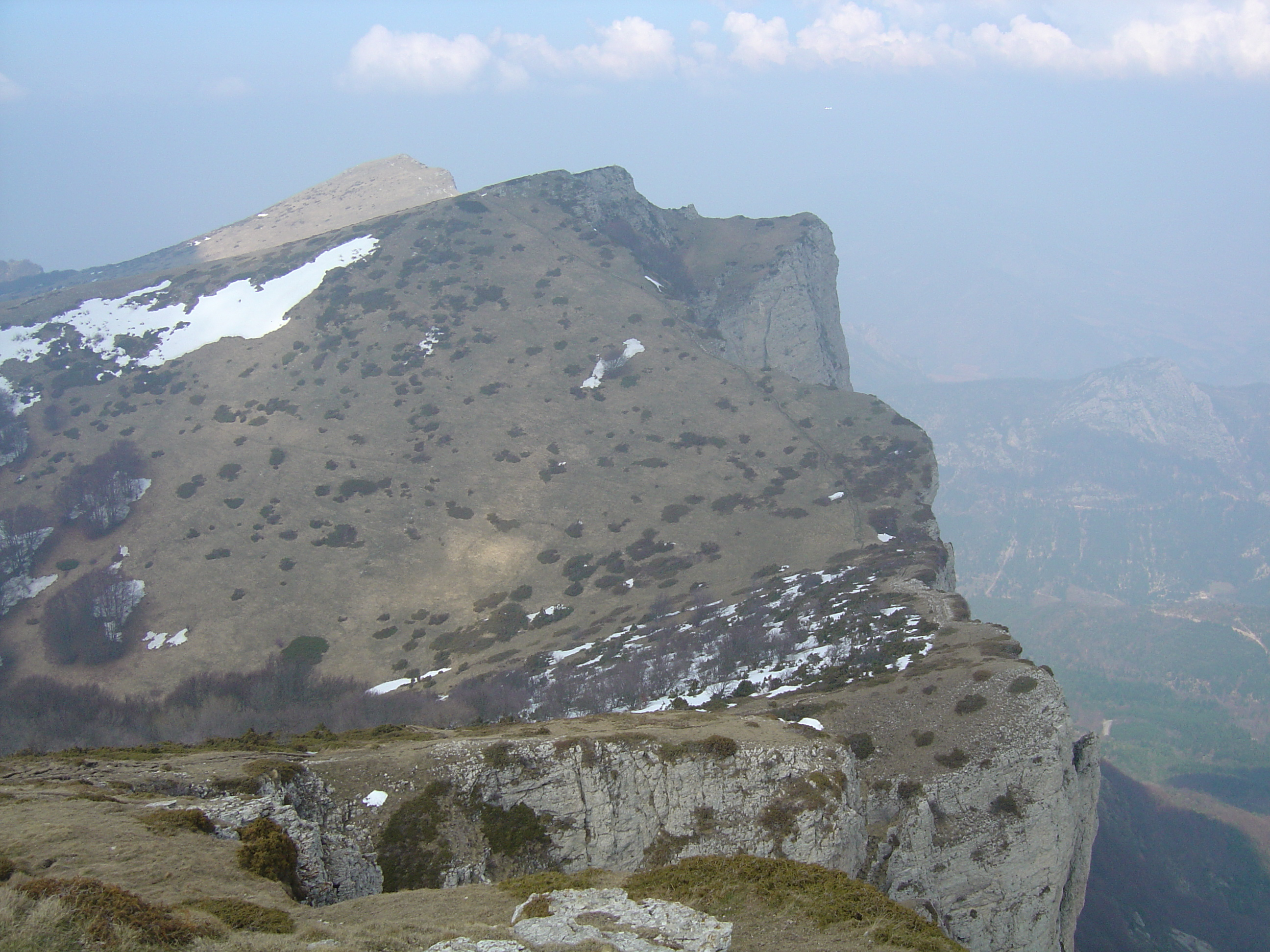
Vue des Trois Becs : le Signal (1 559 m) et roche Courbe (1 545 m) depuis le Veyou (1 589 m).
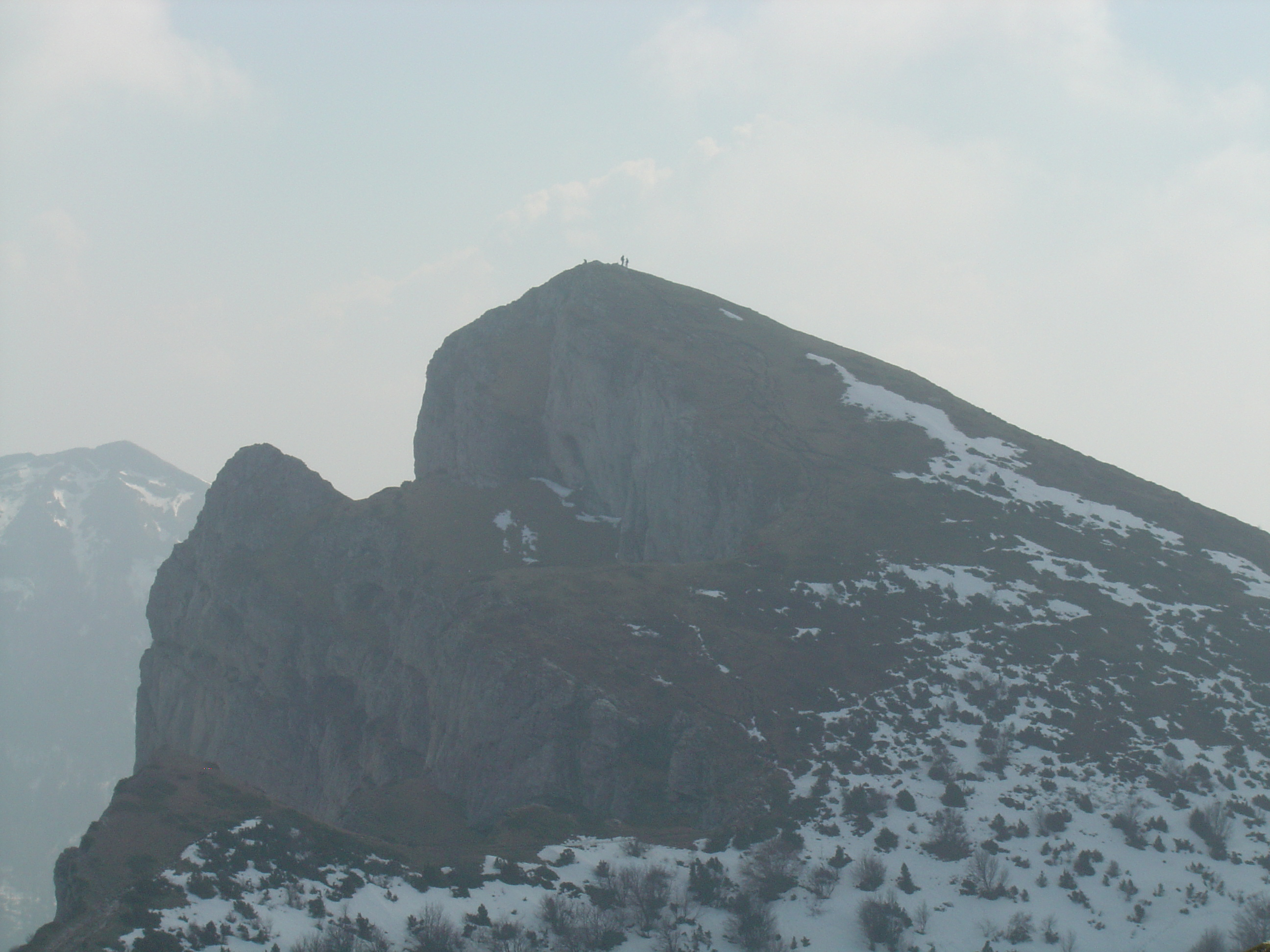
Vue de randonneurs au sommet du Veyou (1 589 m), depuis le Signal (1 559 m).
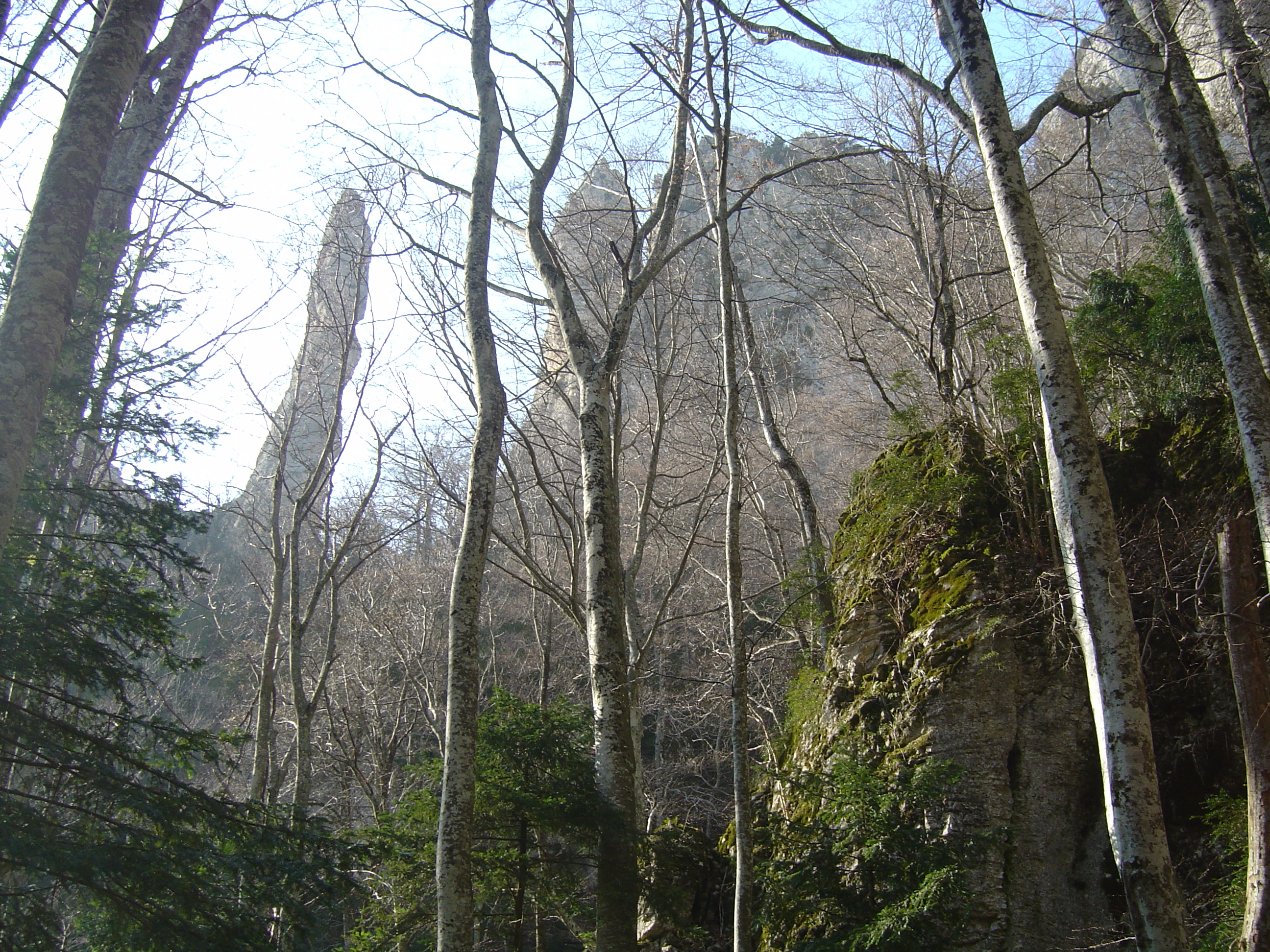
Falaises dans la forêt de Saou.
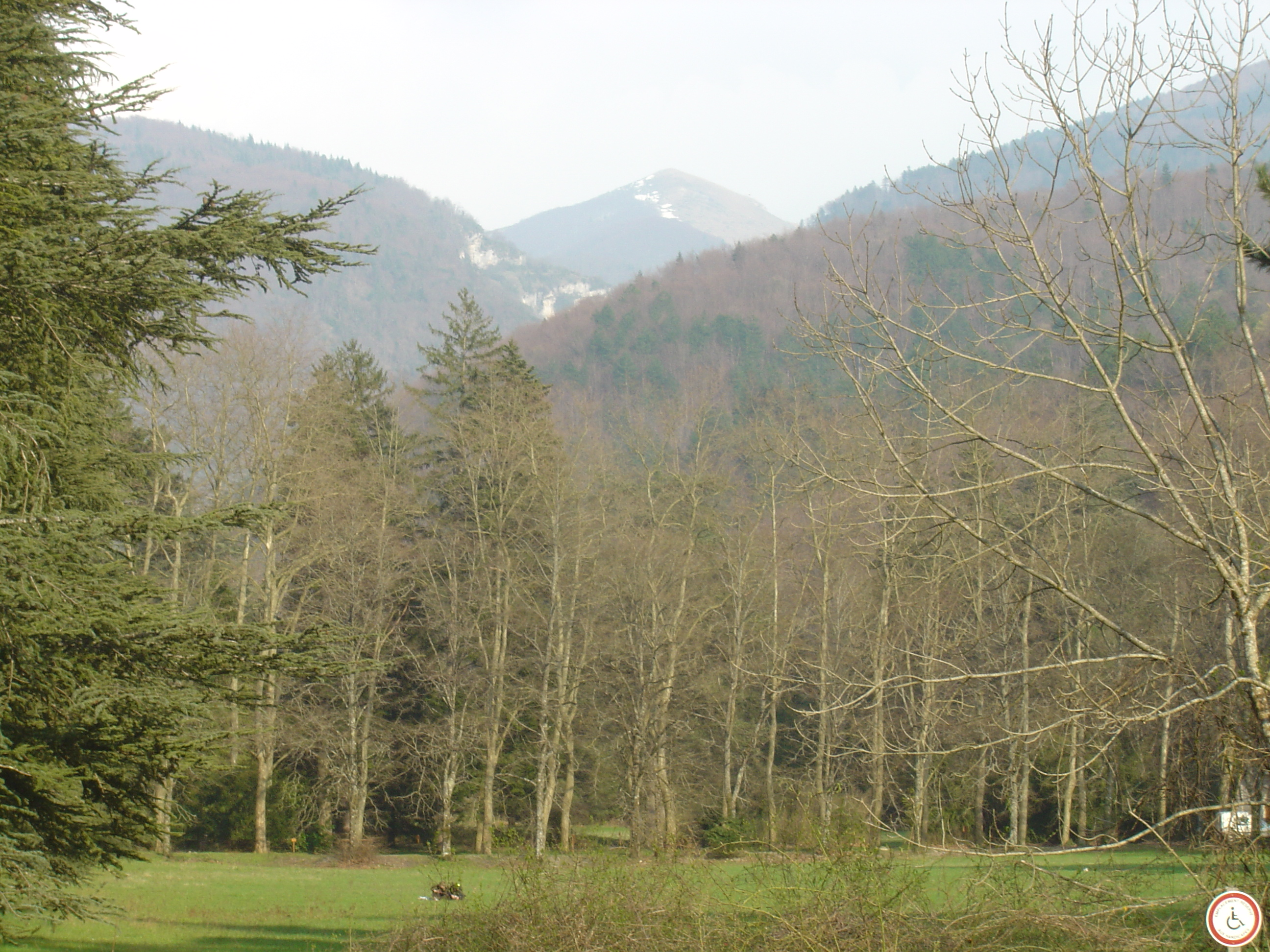
Vue de la forêt de Saou depuis l'un des parkings, à 300 m de l'auberge des Dauphins.

## Histoire
C'est pour la chasse que la forêt de Saou attire les premiers hommes venus des environs, de 1050 à 750 av. J.-C., ils installent leur campement provisoire au passage de la Baume-Hannibal, près des Trois Becs.
Pour son bois ensuite, de 1400 à 1500 les paysans ne cessent de s'installer pour exploiter cette richesse naturelle allant déjà jusqu'à la surexploitation. Pour se cacher ou servir de refuge, la forêt accueille aussi protestants, insurgés, maquisards.
En 1852, le ministre Adolphe Crémieux, nouveau propriétaire de la forêt, fait construire un château aux murs roses baptisé « VillaTibur ». Incendié et laissé à l'abandon, le château est rasé en 1971.

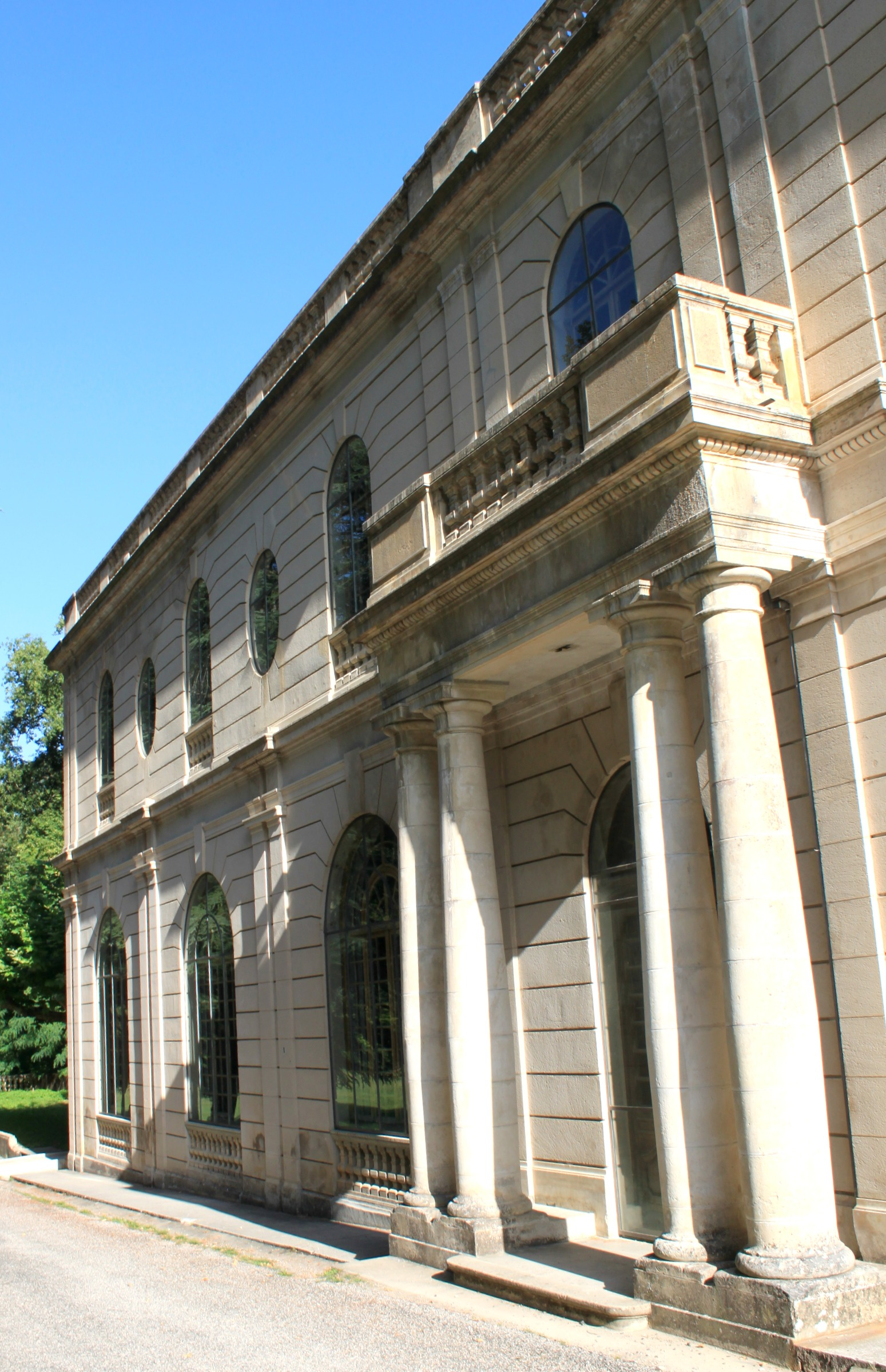
Auberge des Dauphins à l'entrée de la forêt.

Par amour du site, en 1924, le riche député du Haut-Rhin Maurice Burrus, qui devient propriétaire de toute la forêt après avoir racheté la part communale de Saou et Francillon, entreprend un important reboisement. Il fait construire le circuit touristique de 27 km sur les flancs intérieurs du synclinal et l'auberge des Dauphins inspirée du Petit Trianon de Versailles. Inauguré en 1934, ce restaurant de luxe qui obtint deux étoiles sur le guide Michelin de l'époque, était composé de deux salles décorées de faux marbres et de grands lustres.
Cette forêt, qui a compté jusqu'à 130 saisonniers ou permanents, abrite désormais deux écogardes chargés, entre autres, de renseigner les randonneurs.
Aujourd'hui, la forêt est la propriété du conseil départemental de la Drôme. La forêt de Saou est protégée par le classement « site naturel classé » depuis 1942 et appartient au réseau Natura 2000.

## Protection environnementale
La forêt de Saou est classée espace naturel sensible. Le survol de la forêt est interdit aux planeurs, aux ULM et aux drones.